# Leucodiaporthe acerina
Leucodiaporthe acerina är en svampart som beskrevs av M.E. Barr & Lar.N. Vassiljeva 2008. Leucodiaporthe acerina ingår i släktet Leucodiaporthe och familjen Diaporthaceae.   Inga underarter finns listade i Catalogue of Life.